# Détenu 042
Détenu 042 (死刑囚042, Shikeishū Oshini) est une série de seinen manga de Yua Kotegawa. Elle a été prépubliée à partir de mars 2002 dans le magazine Young Jump de l'éditeur japonais Shūeisha puis a été reliée en cinq volumes, paru entre le 18 octobre 2002 et le 19 janvier 2005.
Une version française est également disponible chez l'éditeur Kana.

## Résumé
Dans un Japon fictif, le condamné à mort n° 042, de son vrai nom Ryohei Tajima, 田嶋 良平 （りょうへい たじま）, est invité par un chercheur nommé Shiina, 椎名 （しいな） à participer à une expérience susceptible de remplacer la peine de mort. L'expérience consiste à implanter dans le cerveau des condamnés une puce qui exploserait automatiquement si elle détectait chez eux des intentions meurtrières. Tajima accepte la proposition, et commence sous surveillance un travail d'intérêt général dans le lycée Shuei 「集英 高校」, assurant une partie du nettoyage et du jardinage. Il y fait la connaissance d'une lycéenne aveugle, Shimosoyama Yume 下曽山 （しもそやま） ゆめ, avec laquelle il se lie d'amitié.

## Liste des volumes
|   | Chapitres | Date originale de publication | Publication française |
| - | --- | ----------------------------- | --------------------- |
| 1 | - Ch. 1, première partie : Larmes - Ch. 1, seconde partie : Fleurs - Ch. 2 : Âmes - Ch. 3 : Vie - Bonus - Dossier : Yua Kotegawa | 18 octobre 2002               | Septembre 2006        |
| 2 | - Ch. 4, première partie : Liens - Ch. 4, deuxième partie : Péchés - Ch. 4, troisième partie : Amour - Ch. 5 : Clarté - Ch. 6, première partie : Vide - Ch. 6, seconde partie : Espoir - Postface - Dossier : Le Système de détention japonais | 19 mai 2003                   | Novembre 2006         |
| 3 | - Ch. 7, première partie : Tintements - Ch. 7, seconde partie : Mère - Ch. 8, première partie : Ténèbres - Ch. 8, deuxième partie : Flammes - Ch. 8, troisième partie : Prières - Ch. 9, première partie : Bagarres - Ch. 9, seconde partie : Accalmies - Postface - Dossier : La Violence au cinéma (1/3)                                             | 18 décembre 2003              | Janvier 2007          |
| 4 | - Ch. 10, première partie : Vagues - Ch. 10, seconde partie : Tempête - Ch. 11, première partie : Un homme - Ch. 11, seconde partie : Une femme - Ch. 12, première partie : pluie - Ch. 12, deuxième partie : Tonnerre - Ch. 12, troisième partie : Beau temps - Ch. 12, quatrième partie : Souffle - Postface - Dossier : La Violence au cinéma (2/3) | 19 août 2004                  | Avril 2007            |
| 5 | - Ch. 13, première partie : Bruits - Ch. 13, seconde partie : Rêves - Ch. final, première partie : La fin - Ch. final, seconde partie : Sommeil - Bonus - Dossier : La Violence au cinéma (3/3) | 19 janvier 2005               | Juillet 2007          |